# Dolichoprosopus yokohamai
Dolichoprosopus yokohamai là một loài bọ cánh cứng trong họ Cerambycidae.